# Mysen
Mysen er en norsk stationsby i Indre Østfold kommune i Østfold med 5.582 indbyggere (2007). Stednavnet kommer af et gårdsnavn, norrønt Mysin, af "mose" og -vin (norrønt for "eng"). 

## Historie
Den tidligere Mysen kommune blev oprettet i 1920 ved udskillelse fra Eidsberg kommune, men igen slået sammen med denne i 1961; for Mysen kommune målte kun 1,6 km² og var dermed Norges næst mindste (kun Grip kommune i Møre og Romsdal var mindre).
Mysen fik bystatus i 1997, efter at den var vokset op omkring Mysen Station, der ligger på Østfoldbanens Østre Linje. Stationen blev taget i brug med linjen i 1882, og medførte en økonomisk udvikling og påfølgende befolkningsvækst.
Stedets kirke ligger i en park ved stationen. Den er opført i 1903 på Anton H. Mysens bekostning efter tegning af arkitekt Hjalmar Welhaven. 

## Momarkedet
Nord for Mysen ligger Momarken travbane. Her afholdtes også det årlige Momarked, hvor blandt andre ABBA har optrådt (1975).  I august 2010 blev Momarkedet afholdt for 60. gang. Fra 2014 har det ændret navn til Festdager. 

## Koncentrationslejren
I januar 1945 blev SS-major Hans Aumeier sendt med fly til Norge på direkte ordre af SS-general Oswald Pohl for at oprette en koncentrationslejr på Mysen. I foråret voksede en lejr frem på Momarken, bygget af russiske krigsfanger, senere af 350 norske fanger fra Grini. Lejren blev aldrig fuldført. Ved freden 8. maj blev fangerne løsladt. Aumeier og hans stab fra Dachau, Auschwitz og straffekolonier i Letland blev arresteret i juni 1945. Aumeier blev senere dømt og henrettet i Krakow, mens SS-løjtnant Bruno Pfütze fra Auschwitz  tog sit liv på Akershus fæstning i Oslo. 

## Kendte fra stedet
- Alf T. Pettersen († 1986)[7][8][9]
- Helge Rykkja (1943[10]—2020), digter, lokalpolitikar, lærer
- Jan Garbarek (1947—), musiker, komponist
- Cecilie Løveid (1951—), digter